# دیدارهای فوتبال ایران و آنگولا
تیم ملی ایران و تیم ملی آنگولا تاکنون ۴ بار در مقابل یکدیگر قرار گرفته‌اند. حاصل این بازیها، ۲ برد برای تیم ملی ایران و ۲ تساوی بوده‌است
در این بازی‌ها جمعاً ۹ گل به ثمر رسیده است که ۷ گل سهم تیم ایران و ۲ گل سهم تیم آنگولا می‌باشد 
در تنها دیدار رسمی بین این دو تیم در جام جهانی ۲۰۰۶ آلمان بازی مساوی شده‌است

## نخستین بازی
نخستین بازی بین این دو تیم در تاریخ ۳۱ خرداد ۱۳۸۵ در جام جهانی ۲۰۰۶ آلمان بازی با نتیجه یک بر یک به پایان رسیده است.

## بررسی کلی بازیها
| بردهای ایران  | ۲ بازی |              | گل‌های ایران | ۷ گل                             |        | بازی‌های برگزار شده در ایران | ۱ بازی |
| مساوی         | ۲ بازی | گل‌های آنگولا | ۲ گل        | بازی‌های برگزار شده در کشور بی‌طرف | ۳ بازی |                             |        |
| بردهای آنگولا | ۰ بازی |              |             | بازی‌های برگزار شده در آنگولا     | ۰ بازی |                             |        |
| مجموع بازی‌ها  | ۴ بازی | مجموع گل‌ها   | ۹ گل        | مجموع بازی‌ها                     | ۴ بازی |                             |        |

## عنوان بازی‌ها
| #   | عنوان بازی       | تعداد بازی | برد ایران | برد آنگولا | مساوی |
| --- | ---------------- | ---------- | --------- | ---------- | ----- |
| ۱   | دوستانه          | ۳          | ۲         | -          | ۱     |
| ۲   | جام جهانی فوتبال | ۱          | -         | -          | ۱     |
| جمع | جمع              | ۴          | ۲         | -          | ۲     |

| عملکرد دو تیم در بازی‌های رسمی | عملکرد دو تیم در بازی‌های رسمی | عملکرد دو تیم در بازی‌های رسمی | عملکرد دو تیم در بازی‌های رسمی |
| ----------------------------- | ----------------------------- | ----------------------------- | ----------------------------- |
| بازی                          | برد ایران                     | برد آنگولا                    | مساوی                         |
| ۱ بازی                        | ۰ بازی                        | ۰ بازی                        | ۱ بازی                        |

## میزبان و میهمان
| بازیهایی که در ایران برگزار شده‌است        | بازیهایی که در ایران برگزار شده‌است | بازیهایی که در ایران برگزار شده‌است | بازیهایی که در ایران برگزار شده‌است |
| تیم                                       | برد                                | مساوی                              | باخت                               |
| ----------------------------------------- | ---------------------------------- | ---------------------------------- | ---------------------------------- |
| ایران                                     | ۱                                  | ۰                                  | ۰                                  |
| آنگولا                                    | ۰                                  | ۰                                  | ۱                                  |
| بازیهایی که در آنگولا برگزار شده‌است.      |                                    |                                    |                                    |
| تیم                                       | برد                                | مساوی                              | باخت                               |
| ایران                                     | ۰                                  | ۰                                  | ۰                                  |
| آنگولا                                    | ۰                                  | ۰                                  | ۰                                  |
| بازیهایی که در کشوری بی‌طرف برگزار شده‌است. |                                    |                                    |                                    |
| تیم                                       | برد                                | مساوی                              | باخت                               |
| ایران                                     | ۱                                  | ۲                                  | ۰                                  |
| آنگولا                                    | ۰                                  | ۲                                  | ۱                                  |

## فهرست کلی بازیها
| # | تاریخ          | نتیجه بازی         | ورزشگاه / شهر               | عنوان بازیها   | گلزنان                                  |
| - | -------------- | ------------------ | --------------------------- | -------------- | --------------------------------------- |
| ۴ | ۲۱ شهریور ۱۴۰۲ | ایران ۴ - ۰ آنگولا | ورزشگاه آزادی، تهران        | بازی دوستانه   | طارمی (۱۶-۸) ـ محرمی (۲۱) ـ مغانلو (۸۷) |
| ۳ | ۹ خرداد ۱۳۹۳   | ایران ۱ - ۱ آنگولا | ورزشگاه هارتبرگ، هارتبرگ    | بازی دوستانه   | انصاری‌فرد (۵۶) ** سیلوا (۴۲)            |
| ۲ | ۱۲ دی ۱۳۸۹     | ایران ۱ - ۰ آنگولا | ورزشگاه جاسم بن حمد، دوحه   | بازی دوستانه   | نکونام (۲+۹۰)                           |
| ۱ | ۳۱ خرداد ۱۳۸۵  | ایران ۱ - ۱ آنگولا | ورزشگاه ردبول آرنا، لایپزیگ | جام جهانی ۲۰۰۶ | بختیاری‌زاده (۷۵) ** آمادا (۵۹)          |

## گلزنان

### گلزنان تیم ملی ایران
- ۲ گل: مهدی طارمی
- ۱ گل: سهراب بختیاری‌زاده - جواد نکونام - کریم انصاری‌فرد - صادق محرمی - شهریار مغانلو

### گلزنان تیم ملی آنگولا
- ۱ گل: فلاویو آمادا - سیلوا